# Alessandro Grandi
Alessandro Grandi (Venècia, ~1576 - Bèrgam, juny de 1630) fou un compositor italià del Barroc. Deixeble de Giovanni Gabrieli, es dedicà a la música religiosa i fou un dels millors compositors de l'escola veneciana. Per l'any 1617 era cantor de la catedral de Sant Marc de la seva ciutat natal, i el 1620 fou nomenat vicemestre de la capella d'aquella catedral, passant després a Bèrgam, on aconseguí el càrrec de mestre de capella de Santa Maria la Major (1627), on tingué entre altres alumnes a Natale Montferrato. El seu estil recorda el de Gabrieli.
Entre les seves nombroses obres figuren:
- Madrigali concertanti;
- Litaniee;
- Salmi da vespro;
- sis volums de Motteti;
- Messe concertante, a 8 veus;
- Salmi concertanti, a 3 veus;
- Tres volums de Motteti, amb acompanyament de dos violins. Totes aquestes obres foren publicades des de 1607 fins a 1610.